# Nikolaus Hilghemann
Nikolaus Hilghemann († 1420), auch Hilgheman, war Bürgermeister von Greifswald.
Nikolaus Hilghemann war ein Sohn des Arnold Hilgheman aus dessen erster Ehe. Er wurde 1395 Ratsherr und war von 1400 bis 1409 Kämmerer. Von 1412 bis 1415 war er Provisor des Heiliggeist- und des Georgshospitals. 1419 wurde er zum Bürgermeister neben seinem Onkel Johann Hilghemann gewählt.
Nikolaus Hilgheman kam zunächst mit seinen Brüdern Arnold († 1465) und Jakob in den gemeinsamen Besitz des väterlichen Hofes, der 1410 in den Besitz Arnolds überging. Nikolaus besaß je ein Haus in der Knopf- und der Fischstraße.
Er starb zwischen dem 17. Juli und Michaelis 1420.